# Apodittica
L'apodittica è una parte della logica aristotelica che tratta della dimostrazione fondata sull'apodissi. Il termine "apodittico" (dal greco apodèiknymi = dimostrare, apodeiktikòs = suscettibile di dimostrazione) è un aggettivo usato per definire proposizioni che sono dimostrabili, necessariamente vere o auto-evidenti, o viceversa che sono impossibili. 
Per Aristotele il termine significava "dimostrativo", con riferimento a una proposizione o alla scienza stessa, da lui definita "abito dimostrativo", cioè prodotto della dimostrazione.
Nel significato filosofico generico, l'apodittica è la parte della dialettica di tipo sofistico che vuole dimostrare la verità di una affermazione servendosi del solo ragionamento, senza avere il sostegno dell'esperienza.
Il significato di verità incontrovertibile, adottato anche dal linguaggio comune, ma con diverse ragioni, risale ad Aristotele e in modo particolare ai suoi sillogismi apodittici costituiti da premesse sicuramente vere e che quindi conducono a una conclusione altrettanto scientificamente vera. 
È da ricordare che il sillogismo aristotelico è uno strumento di logica formale il cui scopo non è quello di dimostrare la verità, ma solo la correttezza formale del ragionamento. Infatti un sillogismo può essere corretto formalmente, cioè rispettare le regole della logica, senza corrispondere alla realtà, ed essere quindi falso. I sillogismi apodittici, invece, sono non solo corretti formalmente, ma anche certamente veri proprio perché trovano corrispondenza nella realtà. 
Diversi da quelli apodittici sono i sillogismi dialettici, che partono da premesse non sicuramente vere ma solo probabili e che quindi portano a conclusioni altrettanto insicure sul piano della verità, pur nel rispetto formale delle regole logiche.
Immanuel Kant usa il termine apodittico con il significato di necessario com'è nei giudizi apodittici (la cui formula è: «A è necessariamente B», oppure «A non può essere B»). Kant inoltre estende il valore del termine non solo a quello che viene dimostrato come vero, ma anche a quello che si riferisce all'attività della intuizione da cui scaturisce la necessaria certezza. Apodittico sarebbe dunque ciò che è intuitivo, necessariamente certo.